# Mass Effect
Mass Effect är ett actionrollspel, utvecklat av BioWare och publicerat av Microsoft Game Studios för Xbox 360 och Electronic Arts för Microsoft Windows. Spelet utspelar sig år 2183, där spelaren tar upp rollen som kommendören och elitsoldaten Shepard på det experimentella rymdskeppet SSV Normandy. Shepards uppdrag blir att stoppa kappvändaren Saren Arterius, en turian och före detta Spectre-agent, som planerar att ta över galaxen tillsammans med den mekaniska rasen geth och ett mystiskt skepp vid namn Sovereign efter att detta uppdagas i spelets första episoder.
Två uppföljare har släppts sen denna första episod, Mass Effect 2 samt Mass Effect 3. Dessutom släppte BioWare ett antal episoder online, via Xbox Live och för nedladdning via webbplats, för att knyta ihop berättelsen mellan de olika spelen. Det är dock inte nödvändigt att spela dessa episoder för att följa handlingen. Det första paketet släpptes den 10 mars 2008 på Xbox Live.

## Synopsis

### "Mass Effect"
Projektregissör Casey Hudson förklarade termen "Mass Effect" enligt följande:
"Mass Effect, inne i spelets universum, är ett nyupptäckt (för människor) fysikfenomen som har egenskaper i linje med övriga fysikkrafter såsom gravitation och elektromagnetism. Det är det som fysiker i verkliga livet för närvarande kallar "mörk energi", som en förklaring till universums accelererande expansion - som nyligen upptäckts och som strider emot den tidigare uppfattningen om att universums expansion skulle saktas ner på grund av tyngdkraften."
Hudson förklarar att vissa varelser utvecklats till att känna av och manipulera Mass Effect ungefär som några verkliga varelser som hajar och elektriska ålar kan känna av och manipulera elektromagnetism på märkliga vis. Vissa människor kan ovanligt nog hantera dessa förmågor, som kan förbättras via hjärnimplantat, och den tränade manipulationen av Mass Effect kallade "biotics".
Spelets teknologi kretsar kring en fiktiv substans som kallas "element zero", eller mer informellt "eezo". När element zero utsätts för en elektrisk ström skapar det ett "mass effect field" som förändrar massan av något inuti fältet; en positiv ström orsakar ökningar och en negativ ström minskar. Detta gör det möjligt att skapa bland annat "kinetic barriers", science fiction-liknande konstgjord gravitation och överljushastighetsresor.

### Bakgrund
Mass Effect utspelar sig år 2183. Trettiofem år tidigare upptäckte mänskligheten en teknikgömställe på Mars, förmodligen byggt av en tekniskt avancerad men länge utdöd ras under namnet Protheans. Mänskligheten studerade och anpassade sig med denna teknologi, och har så småningom lyckats bryta sig fri från solsystemet och etablerat ett stort antal kolonier och stött på olika utomjordiska raser inom Vintergatan. Med hjälp av utomjordiska artefakter kallade "Mass Relays" kan de olika rymdresande raserna snabbt kunna resa över stora sträckor i galaxen. I spelet har mänskligheten bildat Human Systems Alliance, en av många oberoende organisation som ingår i kollektivet "Citadel space".
Citadel space som helhet styrs av ett konglomerat grupp av regeringar kallat the Council, som består av medlemmar av tre framstående utomjordiska raser: Asari, en enkönad ras som nära liknar blåhudade människokvinnor; den grodliknande rasen Salarians; och den raptorliknande rasen Turians. Andra utomjordiska raser som ses i spelet inkluderar de miljöklädda Quarians, de reptillinkande Krogans, de fyrögda humanoiderna Batarians, vattenvarelserna Hanar, den metodiska, monotonröstade och fyrfotade Elcor samt tryckdräktsklädda Volus. Det anses också förekomma dussintals andra utomjordiska varelser i hela galaxen, men som inte har skådats eller nämnts i spelet.
The Human Systems Alliance är en växande makt i den galaktiska scenen. Det enda krig de har deltagit i var "First Contact War" år 2157. En mänsklig utforskningsexpedition aktiverade vilande Mass Relays (vilket ansågs vara en osäker sedvana av Citadels raser, eftersom det resulterade till Rachni Wars som beskrivs nedan). Turians anföll den lilla flottan och fortsatte med att erövra den närmaste mänskliga världen Shanxi. Turians fortsatte att svälta ut de kvarvarande människorna och ockupera planeten. Den mänskliga garnisonen, som hotades av svält, kapitulerade inför Turians hierarki. En månad senare svarade den andra mänskliga flottan med att tillintetgöra Turians flotta runt Shanxi. Som svar förberedde Turians för ett fullskaligt krig. Citadel Council såg att mänskligheten skulle antingen förintas eller införlivas av Turians och vidtog därmed åtgärder. Människorna fick sedan en ambassad i Citadel Council.
En stor del historia och exposition ges av "Codex", ett uppslagsverk i spelet vars artiklar tillväxer när spelaren undersöker nya platser och ställer frågor om dess invånare. Tre historiska krig, från tiden före mänsklighetens närvaro i Citadel space, är av särskild betydelse för spelaren.
1. "Rachni Wars" började omkring 1 VT; dessa insektsliknande utomjordingar upptäcktes när utforskare från Citadel öppnade en vilande Mass Relay och oavsiktligt introducerade dem till galaxen. Under nästan ett sekel av konflikter var Rachni nära på att besegra Citadels raser, tills Salarians upptäckte Krogan, en krigisk ras som hade utvecklat redundanta organsystem, en tendens till aggressivitet och otroligt höga födelsetal som överlever på deras plågsamma hemvärld Tuchanka. Salarians gjorde en "kulturell upplyftning" på Krogan, vilket gav dem avancerad teknik, medicin och tillgång till planeter som inte hotats av atomvinter, toxiner eller ett överflöd av onda rovdjur. De blomstrande Krogans gick med i kriget mot Rachni och besegrade dessa fullständigt och utrotade rasen runt det 3:e århundradet VT.
2. "Krogan Rebellions" började omkring 700 VT och härrörde direkt från upphöjningen under Rachni Wars. Den nu-upplyfta krogan demonstrerade en aggressiv koloniseringspolitik och gör anspråk på världar som redan befolkades av andra Citadel raser. Diplomati misslyckades, då Krogan utmanade Citadel Counsil att stoppa dem; och även med Turians (som då var nykomlingar inom Citadel) på sin sida befann sig rådet återigen på det kommande slutet av ett förlorat krig. Den slutliga lösningen kom i form av "Genophage", en artificiell inducerad och renavlad genetisk mutation som skapats gemensamt av Salarians och Turians. Det orsakar prenatal neural misslyckande i alla utom 1 av 10.000 Krogangraviditeter, vilket orsakade ett kolossalt antal dödfödda och missfall. Även om Genophage utplacerades före 800 VT kämpar Krogankulturen fortfarande för att anpassa sig till den i "nutiden" (2183 VT).
3. "Geth Wars" var resultatet av Quarians insatser att bygga robotar för arbets- och militära ändamål. Geth var medvetet utformade så att varje individ var en relativt begränsad hårdvaruplattform, som förlitar sig på trådlösa nätverk för att uppnå högre bearbetningskraft, men Quarians justerade deras program i större utsträckning, vilket gör att Geth kan utvecklas till riktiga artificiella intelligenser. De skräckslagna Quarians beordrade att varje Geth skulle förintas, när de insåg vad de hade gjort. Geth, som ville försvara sina liv, förklarade krig mot sina skapare och segrade: 1895 VT fattade Quarians beslutet att överge sin hemplanet Rannoch och har sedan dess bott i stort sett ombord på "Migrant Fleet", en flottilj bestående av 50.000 rymdskepp. Geth för sin del har inte setts till sedan slutet av kriget, och deras nuvarande agenda är okänt.

Spelet utspelar sig i första hand på två platser: prototypfregatten SSV Normandie och Citadel, en gigantisk, uråldrig rymdstation som förmodats ha byggts av Protheans och som fungerar för närvarande som den galaktiska civilisationens centrum. Genom hela spelet kan spelaren dock navigera i Normandy till olika planeter, månar och andra destinationer.

### Teman
Mass Effects berättelse faller främst inom rymdoperagenren och utforskar teman som tankefrihet, rymdkolonisering, bigotteri (av utomjordingar mot människor, och vice versa), vigilantism och artificiell intelligens. Berättelsen har dragit jämförelser både Fred Saberhagens Berserker-romaner och Battlestar Galactica, samt till Frederik Pohls Stjärnporten-romaner. De delar angående maskin som gallrar organiskt liv påminner om Alastair Reynolds Revelation Space. The Citadel och dess styrstruktur verkar ha tagit influenser från Babylon 5, med Spectres som är jämförbara med Anla'shok (Rangers) i samma universum. Enligt Casey Hudson tog spelet influenser från filmerna Aliens - Återkomsten, Blade Runner, Stjärnornas krig, Star Trek II – Khans vrede och Starship Troopers.

### Handling
År 2183 skickas SSV Normandy till den mänskliga kolonin Eden Prime för att återvinna en framgrävd Prothean-fyr. Som hjälp skickar Citadel Council Nihlus, en Turian Spectre. Dessutom observerar Nihlus också elitsoldaten Commander Shepard, som är en kandidat – framför allt den första mänskliga kandidaten – till att bli medlem i armékåren Spectre, en fredsbevarande styrka som står över lagen och svarar direkt till Citadel Council. Nihlus, Shepard och soldaten Kaidan Alenko landsätts och stöter på Gunnery Chief Ashley Williams, som avslöjar att kolonin är angripen av en robotras kallad Geth. Geth leds av en fientlig Turian Spectre vid namn Saren Arterius, som dödar Nihlus och aktiverar Prothean-fyren. Efter stridens slut lokaliserar Shepard fyren och får en vision som visar scener av krig och död.
Normandy och dess besättning sammankallas av ambassadör Donnel Udina till Citadel. Shepard kan inte övertyga Citadel Council om Sarens förräderi utan säkra bevis. Turian-säkerhetsvakten Garrus Vakarian och Krogan-legosoldaten Urdnot Wrex leder Shepard till en Quarian-mekaniker vid namn Tali'Zorah nar Rayya, som besitter en inspelning av ett samtal mellan Saren och en Asari-Matriarch vid namn Benezia. Under inspelningen diskuterar de båda om sin seger och nämner samtidigt en artefakt vid namn "Conduit" och återvändandet av en styrka vid namn "the Reapers". The Council, som ställs inför dessa bevis, upphäver Sarens Spectre-status och gör Shepard till den första mänskliga Spectre-soldaten. Shepard beordras att jaga Saren med hjälp av Kaidan, Ashley, Garrus, Wrex, Tali och piloten Jeff "Joker" Moreau.
Kapten David Anderson överlåter sitt befäl över Normandy till Shepard, som använder den för att följa flera spår som tillhandahålls av Anderson och Udina. På planeten Therum räddar Shepard Asari-arkeologen Dr. Liara T'soni, Matriarch Benezias dotter. Liara går med Shepards grupp då hon har biotiska förmågor och expertis inom Protheans. På kolonin Feros slår Shepard tillbaka Sarens styrkor och Thorian, en förnimmande växtliknande varelse som allierat sig med Saren och som kan ta kontroll över individer. Från dessa medel får Shepard reda på att Sarens flaggskepp, Sovereign, också besitter unika tankekontrollförmågor. På planeten Noveria spårar Shepard upp Matriarch Benezia och bekämpar samtidigt både Geth och Rachni, en insektliknande ras som en gång tros varit utdöd. Benezia besegras slutligen, och avslöjar att hon och Saren kontrolleras av Sovereign. Shepard konfronterar också en Rachni-drottning, som har återupplivats av Saren i hopp om att skapa en armé, och måste avgöra om hon ska släppas fri eller dödas.
Efter att ha avslutat dessa uppdrag informerar Council Shepard att en Salarian-infiltrationsförband har avslöjat Sarens högkvarter på planeten Virmire. Vid ankomsten dit får Shepard reda på att Saren har upptäckt ett botemedel mot en Krogan-sjukdom vid namn Genophage. Med hjälp av det planerar han att föda upp en armé av ohejdbara Krogan-krigare. När Wrex får veta om botemedlet ifrågasätter han Shepards val att attackera basen. Shepard måste antingen döda Wrex, beordra Ashley att döda honom eller övertala honom att lugna ner sig. Efter denna konflikt bistår Shepard Salarian-soldaterna att förinta högkvarteret genom att plantera en improviserad kärnvapenbomb i den. Shepard leder infiltrationsgruppen, medan Salarian-kaptenen Kirrahe leder ett avledande angrepp med hjälp av antingen Ashley eller Kaidan. Inne i basen konfronteras Shepard av Sovereign, som visar sig vara en äkta Reaper. Sovereign förklarar att the Reapers befinner utanför Vintergatan, och väntar på att organiskt liv ska utvecklas, upptäcka The Citadel och Mass Relays. När dessa når toppen av sin bana kommer alla levande organiska livsformer skördas bort av the Reapers. Saren anfaller och hävdar att hans trohet till Sovereign kommer att rädda organiska livsformer genom att visa sin "nytta" till the Reapers. Efter att Saren retirerar får Shepard snart bud om att både Ashley och Kaidan är i stor fara. Shepard har bara tillräckligt med tid med att rädda en av dem; den andra dödas i atombombsexplosionen.
Med den information som Shepards grupp har samlat kan Liara hitta Conduits position på en Prothean-värld vid namn Ilos. Shepard följer Saren in i planeten och möter en Prothean-datorintelligens vid namn Vigil, som upplyser Sheperd om the Reapers' metodik. Vigil förklarar att Citadel Station faktiskt är en enorm Mass Relay som the Reapers använder för att invadera galaxen. Under det sista utdöende kretsloppet överlevde några Protheans på Ilos via kryokonservering och återvände sedan in i Citadel via Conduit, en motsatt konstruerad miniatyr-Mass Relay förklädd ombord på stationen som en staty. Forskarna lyckades sabotera den processen som skulle sammankalla the Reapers för att förhindra framtida utrotningskretslopp från att lyckas. Saren planerar att upphäva detta sabotage, och behöver Conduit för att ta sig in i Citadel.
Shepard förföljer Saren genom Conduit, och anländer vid Citadel som blir angripen av Sovereign och en enorm Geth-styrka. Shepard kämpar igenom och konfronterar Saren, som har fått cybernetiska stödsystem. Shepard kan slåss mot Saren eller övertyga honom att göra uppror. Om Saren blir övertygad begår han självmord och tackar Shepard för hans frihet. Citadels flotta har Counsil i uppsikt men förlorar striden. Samtidigt informerar Joker Shepard att ett mänskligt Systems Alliance-flotta samlar sig för att gå till motattack. Shepard kan beordra Alliance-flottan att rädda Counsil och riskera stora förluster, gå direkt efter Sovereign och samtidigt riskera Counsils död eller till och med överge Counsil. Oavsett Shepards val blir Sarens lik återuppväckt av Sovereign, som sedan anfaller Shepard samtidigt som Sovereign slåss mot Alliance i fartygsform. Så småningom kommer mänskligheten segrande ur striden, och Sarens lik förstörs medan Sovereign förintas av Normandy.
Det exakta slutet av spelet beror på flera faktorer, bland annat om Counsils öde och om Shepard har tagit Paragon- eller Renegade-stigen. Om Shepard valde att rädda Counsil kommer dessa att tacka mänskligheten och tillsätta en mänsklig medlem till sina led; de andra två valen kommer att resultera i Counsils död och låta mänskligheten att ta över det. Oavsett utfallet kommer Shepard sedan ombes att nominera antingen Anderson eller Udina till den nya ledarpositionen. Efter valet lämnar Shepard Citadel, med löftet att göra ett slut på Reaperhotet.

## Spelets upplägg
Spelaren styr kommendörkapten Shepard, som är ledare för en grupp bestående av tre deltagare, på jakten efter Saren. Förutom huvuduppdraget kan spelaren också lösa ett antal mindre sidouppdrag, som kan ge värdefulla fördelar i det stora uppdraget utan att vara nödvändiga för att klara spelet. I spelets början får spelaren välja Shepards kön, förnamn, utseende, utbildning och bakgrund. Hur spelaren väljer att hantera händelser och figurer påverkar i sin tur Shepards moral och händelsers utveckling även senare spelet och, om figuren exporteras över till uppföljarspelen, även i dem.

## Röstskådespelare
- Mark Meer - Manlige Shepard
- Jennifer Hale - Kvinnliga Shepard
- Ali Hillis - Dr. Liara T'Soni
- Kimberly Brooks - Ashley Williams
- Raphael Sbarge - Kaidan Alenko
- Keith David - David Anderson
- Brandon Keener - Garrus Vakarian
- Lance Henriksen - Admiral Steven Hackett
- Marina Sirtis - Matriarch Benezia[9]
- Fred Tatasciore - Saren Arterius
- Seth Green - Jeff "Joker" Moreau[10]
- Steven Barr - Urdnot Wrex
- Liz Sroka - Tali'Zorah nar Rayya
- Wendy Braun - Gianna Parasini/Arcelia Silva Martinez
- Brian George - Admiral Kahoku/Ordförande Burns/Samesh Bhatia
- Robin Atkin Downes - Sebastian Van Heerden/Salarian/Turian
- Charles Dennis - Admiral Mikhailovich/Admiral Tadius Ahern
- Townsend Coleman - Lord Darius/Rafael Vargas
- Roger Jackson - Engineer Adams/Harkin
- Peter Jessop - Sovereign/Lorik Qui'in
- Steve Staley - Dr. Palon/Eddie Lang
- Kim Mai Guest - Hana Murakami/Kapten Maeko Matsuo
- Alastair Duncan - Nihlus Kryik/Turian Councilor
- Dwight Schultz - Navigator Pressly/Dr. Zev Cohen
- Grey DeLisle - Löjtnant Marie Durand/Nassana Dantius
- Jane Singer - Kapten Hannah Shepard/Helena Blake
- Cam Clarke - Menige Fredricks
- Matt Levin - Clerk Bosker
- Erin Matthews - Dr. Lizbeth Baynham
- Chris Postle - Korpral Toombs/Jahleed/Manuel
- Armin Shimerman - Fai Dan/Salarian Councilor
- Gary Anthony Williams - Charles Saracino/Elanos Haliat
- Gideon Emery - Chellick
- Brian Bloom - Simon Atwell
- Keith Szarabajka - Lilihierax
- Leigh-Allyn Baker - Olika röstroller